# Manuel Cabrita
Manuel Cabrita, mais conhecido pelo nome artístico de Carlos Ivo  (Vila Real de Santo António, 11 de Outubro de 1954 - Lisboa, 3 de Julho de 1993) foi um actor, encenador e dramaturgo português.

## Biografia

### Nascimento
Nasceu na cidade de Vila Real de Santo António, em 11 de Outubro de 1954.

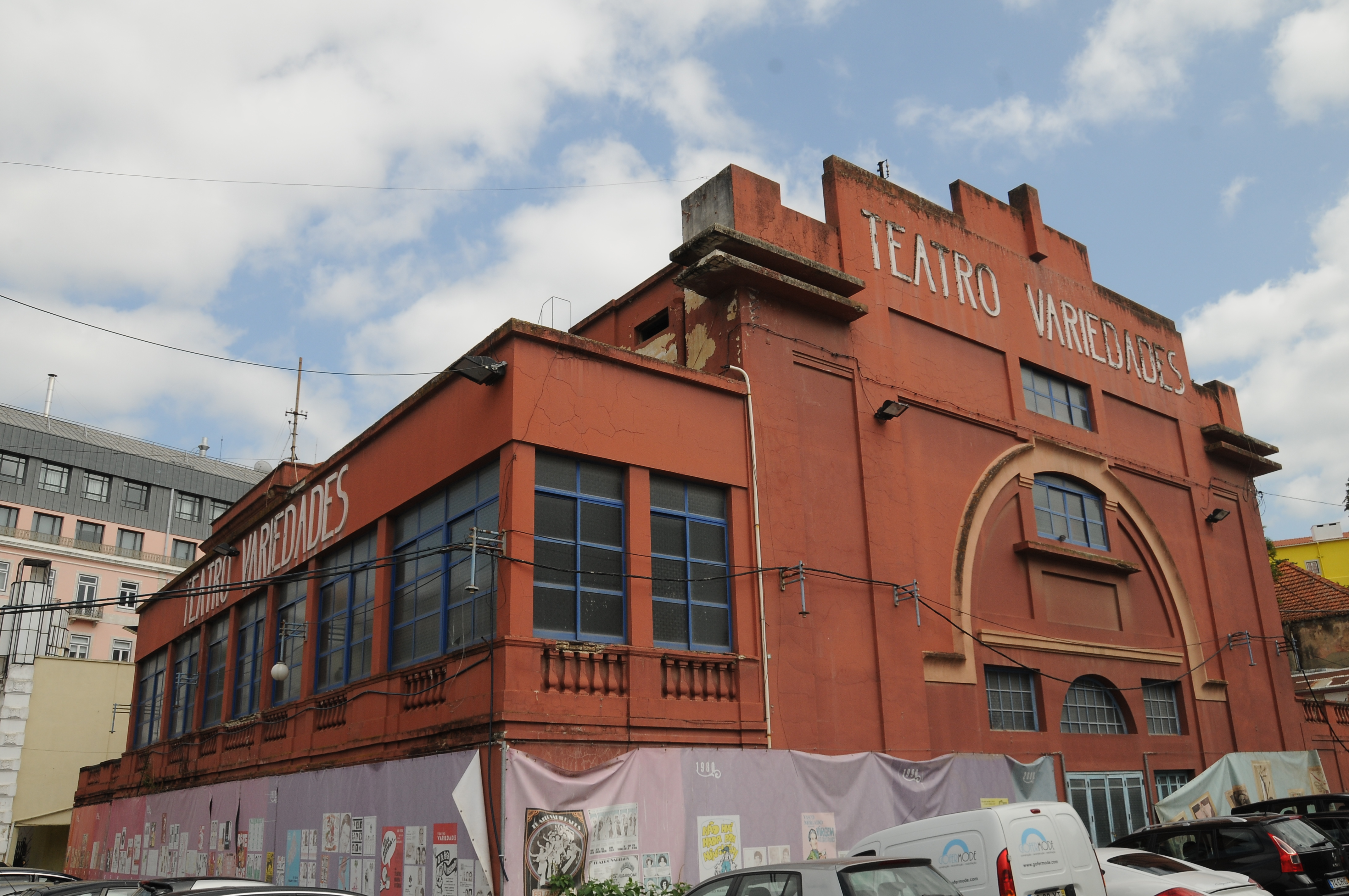
Edifício do Teatro Variedades.

### Carreira artística
Iniciou as suas actividades artísticas ainda durante a juventude, ao integrar-se no grupo cénico do Glória Futebol Clube de Vila Real de Santo António.
Aos 20 anos, mudou-se para Lisboa, onde se estreou no Teatro Estúdio de Lisboa, integrado na companhia de Luzia Maria Martins. Actuou depois na Sociedade Filarmónica Incrível Almadense, sob o nome artístico de Carlos Ivo. Em seguida fez várias digressões dentro e fora do país com as peças Lá vai Foguete e Cheira Bem Cheira a Revista, e passou pelos teatros Ádóque e Variedades, tendo-se destacado neste último pela sua actuação como Maria Salazar na peça A Prova dos Novos.
Partilhou o palco com grandes actores portugueses, como Ivone Silva, que o integrou no teatro de Revista, Rogério Paulo, José Viana, Carlos Cunha, Octávio de Matos, Fernando Mendes, Rosa do Carmo e Simone de Oliveira.
Também escreveu várias letras para músicas e peças para teatro e televisão, tendo-se estreado como co-autor de revista com a peça Ora Bate Bate Manso no Teatro Villaret. Trabalhou igualmente em vários programas de televisão, como actor convidado em vários programas humorísticos, e nas séries A Visita da Velha Senhora, Nem o Pai Morre nem a Gente Almoça, Canto Alegre, Tia Engrácia, O Pato, Ponto e Vírgula, e Jogo de Mãos.

### Falecimento
Manuel Cabrita sentiu-se mal quando estava a trabalhar na peça Quem tem Cu tem Medo, no Teatro Maria Vitória, tendo sido transportado de urgência para o hospital, onde faleceu algum tempo depois, em 3 de Julho de 1993.